# Morasza (Jerozolima)
Morasza (hebr. מורשה; arab. مورشا) – osiedle mieszkaniowe w Jerozolimie w Izraelu, znajdujące się na terenie Zachodniej Jerozolimy.

## Położenie
Osiedle leży w północnej części miasta, na północny zachód od Starego Miasta. Na północy znajdują się osiedla Bet Jisra’el i Me’a Sze’arim, a na zachodzie Migrasz ha-Rusim.

## Historia
Osiedle powstało pod koniec XIX wieku. Większość mieszkańców stanowili Arabowie, którzy w tej okolicy budowali swoje prywatne wille. Podczas wojny o niepodległość w 1948 przez osiedle przechodziła linia frontu. Działania prowadzone w trakcie bitwy o Jerozolimę zmusiły większość mieszkańców do opuszczenia swoich domów. Ostatecznie osiedle zajęły wojska izraelskie.
Po wojnie opuszczone domy zostały zajęte przez żydowskich imigrantów z krajów Afryki Północnej. Z powodu bezpośredniej bliskości granicy z Transjordanią, mieszkańcy osiedla byli narażeni na ostrzał jordańskich snajperów. Ostrzał ustał po wojnie sześciodniowej w 1967, kiedy całe miasto znalazło się pod kontrolą izraelską.